# Progryllacris uncinulata
Progryllacris uncinulata är en insektsart som först beskrevs av Kjell Ernst Viktor Ander 1933.  Progryllacris uncinulata ingår i släktet Progryllacris och familjen Gryllacrididae. Inga underarter finns listade i Catalogue of Life.